# Llista de topònims de Sant Just Desvern
Llista de topònims (noms propis de lloc) del municipi de Sant Just Desvern, al Baix Llobregat
Informació actualitzada per un bot. Els canvis manuals es perdran quan s'actualitzi!

## casa
| imatge | Nom                                         | Ubicat a          | instància de             | Detalls                                                                        | coordenades                                                                                          | Protecció                                  | Commons (més fotos)                                             | Dades a WD                    |
| ------ | ------------------------------------------- | ----------------- | ------------------------ | ------------------------------------------------------------------------------ | --- | ------------------------------------------ | --------------------------------------------------------------- | ----------------------------- |
|        | Can Cuscó                                   | Sant Just Desvern | casa                     | Estil: arquitectura modernista 1903                                            | 41° 22′ 42″ N, 2° 04′ 45″ E / 41.378227°N,2.079084°E                                                 | bé integrant del patrimoni cultural català | Can Cuscó                                                       | Modifica les dades a Wikidata |
|        | Can Madurallet                              | Sant Just Desvern | casa                     | Estil: arquitectura popular                                                    | 41° 23′ 08″ N, 2° 04′ 33″ E / 41.385653°N,2.075861°E ca:Carrer de l'Església, 4                      | bé cultural d'interès local                | Can Madurallet                                                  | Modifica les dades a Wikidata |
|        | Can Piquet                                  | Sant Just Desvern | casa                     |                                                                                | 41° 22′ 58″ N, 2° 04′ 24″ E / 41.382721°N,2.073453°E                                                 | bé cultural d'interès local                | Can Piquet                                                      | Modifica les dades a Wikidata |
|        | Can Ristol                                  | Sant Just Desvern | casa                     | Estil: arquitectura popular                                                    | 41° 22′ 43″ N, 2° 04′ 46″ E / 41.378611°N,2.079444°E                                                 | bé cultural d'interès local                | Can Ristol                                                      | Modifica les dades a Wikidata |
|        | Casa Amorós                                 | Sant Just Desvern | casa                     | Estil: noucentisme                                                             | 41° 22′ 59″ N, 2° 04′ 50″ E / 41.383167°N,2.080611°E ca:Carrer de la Creu, 10                        | bé cultural d'interès local                | Casa Amorós (Sant Just Desvern)                                 | Modifica les dades a Wikidata |
|        | Casa Bardina                                | Sant Just Desvern | casa                     | Estil: noucentisme                                                             | 41° 22′ 59″ N, 2° 04′ 33″ E / 41.383°N,2.07585°E                                                     | bé cultural d'interès local                | Casa Bardina (Sant Just Desvern)                                | Modifica les dades a Wikidata |
|        | Casa Bassols                                | Sant Just Desvern | casa                     |                                                                                | 41° 22′ 51″ N, 2° 04′ 37″ E / 41.3809369034019°N,2.07704179212586°E                                  |                                            |                                                                 | Modifica les dades a Wikidata |
|        | Casa Bistagne                               | Sant Just Desvern | casa                     | 20th century                                                                   | 41° 23′ 18″ N, 2° 05′ 05″ E / 41.388373°N,2.084637°E ca:C. Picalquers                                | bé cultural d'interès local                | Casa Bistagne                                                   | Modifica les dades a Wikidata |
|        | Casa Campmany                               | Sant Just Desvern | casa                     | 20th century                                                                   | 41° 22′ 51″ N, 2° 04′ 30″ E / 41.380782°N,2.074872°E ca:Rbla. de Sant Just, 11 104 msnm              | bé cultural d'interès local                |                                                                 | Modifica les dades a Wikidata |
|        | Casa Cardona                                | Sant Just Desvern | casa                     | Estil: arquitectura popular                                                    | 41° 22′ 46″ N, 2° 04′ 45″ E / 41.3794°N,2.0791459°E                                                  | bé cultural d'interès local                | Casa Cardona (Sant Just Desvern)                                | Modifica les dades a Wikidata |
|        | Casa Carles Populana                        | Sant Just Desvern | casa                     | Arquitecte: Marcel·lià Coquillat i Llofriu Estil: arquitectura modernista 1910 | 41° 22′ 55″ N, 2° 04′ 40″ E / 41.381924°N,2.077648°E ca:Carrer Bonavista, 33                         |                                            |                                                                 | Modifica les dades a Wikidata |
|        | Casa Costa                                  | Sant Just Desvern | casa                     | Estil: noucentisme 20th century                                                | 41° 22′ 56″ N, 2° 04′ 33″ E / 41.38223°N,2.07597°E ca:C. de la Creu, 79 - pl. Antoni Malaret i Amigó | bé integrant del patrimoni cultural català | Casa Costa (Sant Just Desvern)                                  | Modifica les dades a Wikidata |
|        | Casa Ferris                                 | Sant Just Desvern | casa masia               | Estil: arquitectura modernista 1908                                            | 41° 23′ 02″ N, 2° 04′ 28″ E / 41.384007°N,2.074453°E ca:Carrer Anselm Clavé, 49                      |                                            | Casa Ferris                                                     | Modifica les dades a Wikidata |
|        | Casa Gazulla                                | Sant Just Desvern | casa                     | Arquitecte: Josep Alemany i Juvé Estil: noucentisme                            | 41° 23′ 00″ N, 2° 04′ 28″ E / 41.383375°N,2.074361°E ca:Plaça del Parador                            | bé cultural d'interès local                | Casa Gazulla (Sant Just Desvern)                                | Modifica les dades a Wikidata |
|        | Casa Madriguera                             | Sant Just Desvern | casa                     | Estil: noucentisme                                                             | 41° 22′ 49″ N, 2° 04′ 41″ E / 41.380278°N,2.078056°E ca:Catalunya, 5-7                               | bé cultural d'interès local                | Casa Madriguera                                                 | Modifica les dades a Wikidata |
|        | Casa Petit                                  | Sant Just Desvern | casa                     | Arquitecte: Josep Alemany i Juvé Estil: noucentisme                            | 41° 23′ 10″ N, 2° 04′ 37″ E / 41.386°N,2.077083°E ca:Església, 20-22                                 | bé cultural d'interès local                | Casa Petit (Sant Just Desvern)                                  | Modifica les dades a Wikidata |
|        | Casa Sans                                   | Sant Just Desvern | casa                     | Estil: noucentisme                                                             | 41° 22′ 55″ N, 2° 04′ 42″ E / 41.381889°N,2.078472°E ca:Carrer Bonavista, 34                         | bé cultural d'interès local                | Casa Sans (Sant Just Desvern)                                   | Modifica les dades a Wikidata |
|        | Casa Solé                                   | Sant Just Desvern | casa                     |                                                                                | 41° 22′ 52″ N, 2° 04′ 38″ E / 41.3810111609236°N,2.07731580664302°E                                  |                                            |                                                                 | Modifica les dades a Wikidata |
|        | Casa Valls (Sant Just Desvern)              | Sant Just Desvern | casa                     | 20th century                                                                   | 41° 23′ 48″ N, 2° 04′ 37″ E / 41.396748°N,2.07686°E ca:C. Oliveres, 29, Urbanització Bell Soleig     | bé cultural d'interès local                |                                                                 | Modifica les dades a Wikidata |
|        | Casa del Bar Ventura                        | Sant Just Desvern | casa                     |                                                                                | 41° 22′ 43″ N, 2° 04′ 39″ E / 41.378665°N,2.077556°E ca:Ctra. Reial, 52                              | bé cultural d'interès local                |                                                                 | Modifica les dades a Wikidata |
|        | Casa del T.B.O.                             | Sant Just Desvern | casa                     | Arquitecte: Josep Alemany i Juvé Estil: noucentisme                            | 41° 23′ 01″ N, 2° 04′ 47″ E / 41.3835°N,2.079722°E ca:Àngel Guimerà, 4-6                             | bé cultural d'interès local                | Casa del T.B.O.                                                 | Modifica les dades a Wikidata |
|        | Cases Bassols Solé                          | Sant Just Desvern | casa                     | Estil: noucentisme                                                             | 41° 22′ 52″ N, 2° 04′ 38″ E / 41.381028°N,2.077139°E ca:Major, 43 i 45                               | bé cultural d'interès local                | Cases Bassols Solé (Sant Just Desvern)                          | Modifica les dades a Wikidata |
|        | Cases Muç Poll Carbonell                    | Sant Just Desvern | casa                     | Estil: arquitectura modernista 1910s                                           | 41° 22′ 55″ N, 2° 04′ 39″ E / 41.382072°N,2.077628°E ca:Carrer Bonavista, 35-37                      |                                            |                                                                 | Modifica les dades a Wikidata |
|        | Cases Oliveras Gelabert                     | Sant Just Desvern | casa                     | Arquitecte: Marcel·lià Coquillat i Llofriu Estil: arquitectura modernista 1916 | 41° 22′ 58″ N, 2° 04′ 39″ E / 41.382866°N,2.077577°E ca:Carrer Bonavista, 50-54 /Carrer de la Creu   |                                            |                                                                 | Modifica les dades a Wikidata |
|        | Cases Oliveras Sopena                       | Sant Just Desvern | casa                     | Estil: arquitectura modernista 1912                                            | 41° 22′ 58″ N, 2° 04′ 38″ E / 41.382862°N,2.077167°E ca:Carrer Bonavista, 41-43                      |                                            |                                                                 | Modifica les dades a Wikidata |
|        | Conjunt Sant Just Parc                      | Sant Just Desvern | casa edifici residencial |                                                                                | 41° 23′ 04″ N, 2° 04′ 49″ E / 41.3843994140625°N,2.0802741050720215°E ca:Àngel Guimerà, 1-3          | bé cultural d'interès local                | Sant Just Parc                                                  | Modifica les dades a Wikidata |
|        | Conjunt de cases de la barriada de l'Hostal | Sant Just Desvern | casa                     | Estil: arquitectura popular 18th century                                       | 41° 22′ 43″ N, 2° 04′ 42″ E / 41.378572°N,2.078251°E ca:Ctra. Reial, 18-48                           | bé cultural d'interès local                | Conjunt de cases de la barriada de l'Hostal (Sant Just Desvern) | Modifica les dades a Wikidata |
|        | Hostal Vell                                 | Sant Just Desvern | casa                     | Estil: arquitectura popular                                                    | 41° 22′ 59″ N, 2° 04′ 42″ E / 41.383083°N,2.078222°E ca:Carrer de la Creu, 34-38                     | bé cultural d'interès local                | Hostal Vell (Sant Just Desvern)                                 | Modifica les dades a Wikidata |
|        | Torre Canigó                                | Sant Just Desvern | casa conjunt urbà        |                                                                                | 41° 23′ 03″ N, 2° 04′ 26″ E / 41.38423538208008°N,2.073961019515991°E ca:Passatge Joaquim Petit, 5   |                                            |                                                                 | Modifica les dades a Wikidata |
|        | Torre Pons                                  | Sant Just Desvern | casa                     | Arquitecte: Marcel·lià Coquillat i Llofriu Estil: noucentisme 1910             | 41° 23′ 12″ N, 2° 04′ 26″ E / 41.386556°N,2.073889°E ca:passatge Pons                                | bé cultural d'interès local                | Torre Pons                                                      | Modifica les dades a Wikidata |
|        | Torre de l'Hereu Modolell                   | Sant Just Desvern | casa                     | Arquitecte: Miquel Madorell i Rius Estil: arquitectura eclèctica               | 41° 22′ 41″ N, 2° 04′ 32″ E / 41.3781416171102°N,2.0755505875964°E ca:Rambla Modolell, 3             |                                            |                                                                 | Modifica les dades a Wikidata |
|        | Vil·la Otília                               | Sant Just Desvern | casa                     |                                                                                | 41° 22′ 51″ N, 2° 04′ 36″ E / 41.38076°N,2.076675°E                                                  | bé cultural d'interès local                |                                                                 | Modifica les dades a Wikidata |
|        | habitatge a la rambla de Sant Just, 30      | Sant Just Desvern | casa                     | Estil: noucentisme                                                             | 41° 22′ 56″ N, 2° 04′ 28″ E / 41.38236°N,2.07446°E                                                   | bé integrant del patrimoni cultural català |                                                                 | Modifica les dades a Wikidata |
|        | habitatge al carrer de l'Electricitat, 3    | Sant Just Desvern | casa                     | Estil: noucentisme 20th century                                                | 41° 22′ 48″ N, 2° 04′ 46″ E / 41.38002°N,2.07957°E ca:C. de l'Electricitat, 3                        | bé integrant del patrimoni cultural català | Carrer Electricitat 3 (Sant Just Desvern)                       | Modifica les dades a Wikidata |

## creu de terme
| imatge | Nom                   | Ubicat a                                                          | instància de  | Detalls                       | coordenades                                                                             | Protecció                                                          | Commons (més fotos)   | Dades a WD                    |
| ------ | --------------------- | ----------------------------------------------------------------- | ------------- | ----------------------------- | --------------------------------------------------------------------------------------- | ------------------------------------------------------------------ | --------------------- | ----------------------------- |
|        | creu de Llavallol     | Sant Just Desvern Barcelona Vallvidrera, el Tibidabo i les Planes | creu de terme | Estil: arquitectura eclèctica | 41° 24′ 30″ N, 2° 05′ 48″ E / 41.40832°N,2.096606°E ca:Camí Vell de Santa Creu d'Olorda | bé integrant del patrimoni cultural català art públic de Barcelona | Creu d'en Llevallol   | Modifica les dades a Wikidata |
|        | creu de l'Hostal Vell | Sant Just Desvern                                                 | creu de terme | Estil: Renaixement            | 41° 22′ 59″ N, 2° 04′ 42″ E / 41.383013°N,2.078212°E ca:Carrer de la Creu, 34           | bé integrant del patrimoni cultural català                         | Creu de l'Hostal Vell | Modifica les dades a Wikidata |

## edifici
| imatge | Nom                                                        | Ubicat a          | instància de         | Detalls                                                                        | coordenades                                                                                   | Protecció                                  | Commons (més fotos)                        | Dades a WD                    |
| ------ | ---------------------------------------------------------- | ----------------- | -------------------- | ------------------------------------------------------------------------------ | --------------------------------------------------------------------------------------------- | ------------------------------------------ | ------------------------------------------ | ----------------------------- |
|        | Ateneu de Sant Just Desvern                                | Sant Just Desvern | edifici ateneu       | Estil: noucentisme 1918                                                        | 41° 22′ 55″ N, 2° 04′ 36″ E / 41.38195°N,2.07669°E ca:C. Ateneu, 3-5                          | bé integrant del patrimoni cultural català | Ateneu de Sant Just Desvern                | Modifica les dades a Wikidata |
|        | Casa Bonaventura Orriols                                   | Sant Just Desvern | edifici              | Arquitecte: Marcel·lià Coquillat i Llofriu Estil: arquitectura modernista 1909 | 41° 22′ 57″ N, 2° 04′ 40″ E / 41.382614°N,2.077679°E ca:Carrer de la Creu, 67 / Bonavista, 48 |                                            |                                            | Modifica les dades a Wikidata |
|        | Casa Pruna                                                 | Sant Just Desvern | edifici masia        | Estil: arquitectura modernista                                                 | 41° 22′ 59″ N, 2° 04′ 34″ E / 41.383056°N,2.076139°E ca:Marquès de Monistrol, 11              | bé cultural d'interès local                | Casa Pruna (Sant Just Desvern)             | Modifica les dades a Wikidata |
|        | Casa del Doctor Caycedo                                    | Sant Just Desvern | edifici              | Estil: noucentisme                                                             | 41° 23′ 09″ N, 2° 04′ 26″ E / 41.385972°N,2.07375°E                                           | bé cultural d'interès local                | Casa del Doctor Caycedo                    | Modifica les dades a Wikidata |
|        | Casino Santjustenc                                         | Sant Just Desvern | edifici              | Estil: noucentisme                                                             | 41° 22′ 52″ N, 2° 04′ 46″ E / 41.381056°N,2.079583°E ca:Passatge Major, 5                     | bé cultural d'interès local                | Casa Siches                                | Modifica les dades a Wikidata |
|        | Centre Pilot Regional d'Educació Especial                  | Sant Just Desvern | edifici              | 20th century                                                                   | 41° 22′ 51″ N, 2° 04′ 21″ E / 41.380697°N,2.072487°E ca:C. Hereter, 13                        | bé cultural d'interès local                |                                            | Modifica les dades a Wikidata |
|        | Conjunt del Raval                                          | Sant Just Desvern | edifici              |                                                                                | 41° 23′ 00″ N, 2° 04′ 42″ E / 41.383205°N,2.078253°E                                          | bé cultural d'interès local                |                                            | Modifica les dades a Wikidata |
|        | Conjunt urbà de la plaça del Sagrat Cor                    | Sant Just Desvern | edifici conjunt urbà | Estil: noucentisme                                                             | 41° 22′ 52″ N, 2° 04′ 26″ E / 41.3811°N,2.074°E                                               | bé cultural d'interès local                |                                            | Modifica les dades a Wikidata |
|        | Conjunt urbà del carrer Josep Anselm Clavé                 | Sant Just Desvern | edifici              |                                                                                | 41° 23′ 03″ N, 2° 04′ 28″ E / 41.384246°N,2.074453°E ca:Carrer Anselm Clavé                   | bé cultural d'interès local                | Conjunt urbà del carrer Josep Anselm Clavé | Modifica les dades a Wikidata |
|        | Conjunt urbà del carrer del Marquès de Monistrol           | Sant Just Desvern | edifici              |                                                                                | 41° 22′ 59″ N, 2° 04′ 33″ E / 41.383083°N,2.075781°E                                          | bé cultural d'interès local                |                                            | Modifica les dades a Wikidata |
|        | Consell Comarcal del Baix Llobregat                        | Sant Just Desvern | edifici              |                                                                                | 41° 22′ 45″ N, 2° 03′ 24″ E / 41.3792847161186°N,2.05657937654095°E                           |                                            |                                            | Modifica les dades a Wikidata |
|        | Festejador de Ca n'Amargós                                 | Sant Just Desvern | edifici              | Estil: arquitectura eclèctica                                                  | 41° 22′ 50″ N, 2° 04′ 42″ E / 41.38055°N,2.078333°E ca:Carrer Catalunya, 2-4                  | bé cultural d'interès local                | Festejador de Ca n'Amargós                 | Modifica les dades a Wikidata |
|        | Fàbrica d'Electricitat                                     | Sant Just Desvern | edifici              |                                                                                | 41° 22′ 46″ N, 2° 04′ 36″ E / 41.379556°N,2.076528°E ca:Carrer de l'Electricitat, 24          | bé cultural d'interès local                | Fàbrica d'Electricitat (Sant Just Desvern) | Modifica les dades a Wikidata |
|        | Mercat municipal de Sant Just Desvern                      | Sant Just Desvern | edifici              | Estil: arquitectura modernista                                                 | 41° 23′ 03″ N, 2° 04′ 37″ E / 41.384111°N,2.077083°E ca:Bonavista                             | bé cultural d'interès local                | Mercat municipal de Sant Just Desvern      | Modifica les dades a Wikidata |
|        | Ricardo Bofill Taller de Arquitectura headquarter building | Sant Just Desvern | edifici              | Arquitecte: Ricard Bofill i Leví                                               | 41° 22′ 53″ N, 2° 04′ 06″ E / 41.381277777778°N,2.0682472222222°E                             |                                            |                                            | Modifica les dades a Wikidata |
|        | Taller d'Arquitectura - Xemeneia Fàbrica Sanson            | Sant Just Desvern | edifici              |                                                                                | 41° 22′ 50″ N, 2° 04′ 06″ E / 41.380556°N,2.068472°E ca:Indústria, 14                         | bé cultural d'interès local                | Xemeneia de la fàbrica Sanson              | Modifica les dades a Wikidata |
|        | el Sanatori                                                | Sant Just Desvern | edifici              | Arquitecte: Andreu Audet i Puig Estil: noucentisme                             | 41° 22′ 54″ N, 2° 04′ 39″ E / 41.381639°N,2.077528°E ca:Carrer Bonavista, 29-31               | bé cultural d'interès local                | El Sanatori (Sant Just Desvern)            | Modifica les dades a Wikidata |

## edifici industrial
| imatge | Nom                       | Ubicat a          | instància de       | Detalls | coordenades | Protecció | Commons (més fotos) | Dades a WD                    |
| ------ | ------------------------- | ----------------- | ------------------ | ------- | --- | --------- | ------------------- | ----------------------------- |
|        | Edifici Gonsi Pont Reixat | Sant Just Desvern | edifici industrial |         | 41° 22′ 38″ N, 2° 04′ 09″ E / 41.377235412597656°N,2.0690929889678955°E ca:Carrer del Pont Reixat / Carrer de la Tècnica |           |                     | Modifica les dades a Wikidata |
|        | Estudis de cinema Arruga  | Sant Just Desvern | edifici industrial |         | 41° 23′ 05″ N, 2° 03′ 41″ E / 41.38471603393555°N,2.0614264011383057°E ca:Espigolera, 19-21                              |           |                     | Modifica les dades a Wikidata |
|        | Nau Yutes                 | Sant Just Desvern | edifici industrial |         | 41° 22′ 44″ N, 2° 04′ 02″ E / 41.37895965576172°N,2.067131996154785°E ca:Carrer Treball, 3                               |           |                     | Modifica les dades a Wikidata |

## edifici residencial
| imatge | Nom                                  | Ubicat a          | instància de        | Detalls            | coordenades                                                                                        | Protecció | Commons (més fotos) | Dades a WD                    |
| ------ | ------------------------------------ | ----------------- | ------------------- | ------------------ | -------------------------------------------------------------------------------------------------- | --------- | ------------------- | ----------------------------- |
|        | Casa Espiell                         | Sant Just Desvern | edifici residencial | Estil: noucentisme | 41° 23′ 00″ N, 2° 04′ 36″ E / 41.38328170776367°N,2.0766899585723877°E ca:Marquès de Monistrol, 13 |           |                     | Modifica les dades a Wikidata |
|        | Torre de la Immaculada (Casa Canals) | Sant Just Desvern | edifici residencial | Estil: noucentisme | 41° 23′ 10″ N, 2° 04′ 25″ E / 41.38615417480469°N,2.073668956756592°E ca:Miquel Reverter, 7        |           |                     | Modifica les dades a Wikidata |

## estació de ferrocarril
| imatge | Nom               | Ubicat a          | instància de           | Detalls | coordenades | Protecció | Commons (més fotos) | Dades a WD                    |
| ------ | ----------------- | ----------------- | ---------------------- | ------- | ----------- | --------- | ------------------- | ----------------------------- |
|        | Hospital Comarcal | Sant Just Desvern | estació de ferrocarril |         |             |           |                     | Modifica les dades a Wikidata |
|        | Sant Just Centre  | Sant Just Desvern | estació de ferrocarril |         |             |           |                     | Modifica les dades a Wikidata |

## masia
| imatge | Nom                      | Ubicat a          | instància de | Detalls                                                                        | coordenades                                                                                 | Protecció                   | Commons (més fotos)                     | Dades a WD                    |
| ------ | ------------------------ | ----------------- | ------------ | ------------------------------------------------------------------------------ | ------------------------------------------------------------------------------------------- | --------------------------- | --------------------------------------- | ----------------------------- |
|        | Ca n'Oliveres            | Sant Just Desvern | masia        | Estil: arquitectura popular                                                    | 41° 23′ 53″ N, 2° 04′ 41″ E / 41.398056°N,2.078194°E                                        | bé cultural d'interès local | Ca n'Oliveres (Sant Just Desvern)       | Modifica les dades a Wikidata |
|        | Cal Roldan               | Sant Just Desvern | masia        | Estil: arquitectura popular                                                    | 41° 23′ 15″ N, 2° 04′ 02″ E / 41.3875°N,2.067222°E ca:Camí de Can Roldan                    | bé cultural d'interès local | Can Roldan (Sant Just Desvern)          | Modifica les dades a Wikidata |
|        | Can Baró                 | Sant Just Desvern | masia        | Estil: arquitectura popular 13rd century                                       | 41° 23′ 56″ N, 2° 05′ 30″ E / 41.399003°N,2.091533°E ca:Torrent de la Font del Ferro        | bé cultural d'interès local | Can Baró (Sant Just Desvern)            | Modifica les dades a Wikidata |
|        | Can Biosca               | Sant Just Desvern | masia        | Estil: arquitectura popular 16th century                                       | 41° 23′ 34″ N, 2° 04′ 56″ E / 41.392668°N,2.082278°E ca:Camí de Can Candeler 139 msnm       | bé cultural d'interès local | Can Biosca                              | Modifica les dades a Wikidata |
|        | Can Campreciós           | Sant Just Desvern | masia        | Estil: arquitectura popular Anomenat per: Campreciós                           | 41° 23′ 08″ N, 2° 04′ 31″ E / 41.385444°N,2.075361°E ca:Carrer Sant Lluís, 2                | bé cultural d'interès local | Can Campreciós (Sant Just Desvern)      | Modifica les dades a Wikidata |
|        | Can Candeler             | Sant Just Desvern | masia        | Estil: arquitectura popular                                                    | 41° 23′ 26″ N, 2° 04′ 48″ E / 41.390417°N,2.079889°E ca:Camí de Can Candeler                | bé cultural d'interès local | Can Candeler                            | Modifica les dades a Wikidata |
|        | Can Carbonell            | Sant Just Desvern | masia        | Estil: arquitectura popular                                                    | 41° 23′ 59″ N, 2° 05′ 11″ E / 41.399722°N,2.086389°E ca:Camí de Vallvidrera                 | bé cultural d'interès local | Can Carbonell de la Muntanya            | Modifica les dades a Wikidata |
|        | Can Cardona              | Sant Just Desvern | masia        | Estil: arquitectura popular                                                    | 41° 23′ 10″ N, 2° 04′ 31″ E / 41.386°N,2.0752219444444°E ca:Plaça Verdaguer 1               | bé cultural d'interès local | Can Cardona (Sant Just Desvern)         | Modifica les dades a Wikidata |
|        | Can Cortès               | Sant Just Desvern | masia        | Estil: arquitectura popular                                                    | 41° 23′ 31″ N, 2° 04′ 49″ E / 41.391944°N,2.080278°E                                        | bé cultural d'interès local | Can Cortès (Sant Just Desvern)          | Modifica les dades a Wikidata |
|        | Can Coscoll              | Sant Just Desvern | masia        | Estil: arquitectura modernista                                                 | 41° 23′ 28″ N, 2° 04′ 12″ E / 41.391111°N,2.07°E ca:Carretera de la Plana                   | bé cultural d'interès local | Can Coscoll                             | Modifica les dades a Wikidata |
|        | Can Cuiàs                | Sant Just Desvern | masia        | Estil: arquitectura popular                                                    | 41° 24′ 30″ N, 2° 05′ 23″ E / 41.408233°N,2.089737°E                                        | bé cultural d'interès local | Can Cuiàs                               | Modifica les dades a Wikidata |
|        | Can Fatjó                | Sant Just Desvern | masia        | Estil: arquitectura popular                                                    | 41° 24′ 06″ N, 2° 05′ 22″ E / 41.401687°N,2.089578°E ca:Camí de Vallvidrera                 | bé cultural d'interès local | Can Fatjó (Sant Just Desvern)           | Modifica les dades a Wikidata |
|        | Can Freixes              | Sant Just Desvern | masia        | Estil: arquitectura popular                                                    | 41° 23′ 09″ N, 2° 04′ 41″ E / 41.38575°N,2.078056°E ca:Carrer de les Freixes                | bé cultural d'interès local | Can Freixes (Sant Just Desvern)         | Modifica les dades a Wikidata |
|        | Can Gelabert de la Riera | Sant Just Desvern | masia        | Estil: arquitectura popular                                                    | 41° 23′ 09″ N, 2° 03′ 55″ E / 41.385833°N,2.065278°E ca:Camí de Can Gelabert                | bé cultural d'interès local | Can Gelabert de la Riera                | Modifica les dades a Wikidata |
|        | Can Ginestar             | Sant Just Desvern | masia        | Arquitecte: Marcel·lià Coquillat i Llofriu Estil: arquitectura modernista 1904 | 41° 23′ 13″ N, 2° 04′ 32″ E / 41.3869°N,2.07569°E ca:carrer Carles Mercadé, 17              | bé cultural d'interès local | Can Ginestar (Biblioteca Joan Margarit) | Modifica les dades a Wikidata |
|        | Can Marlès               | Sant Just Desvern | masia        | Estil: arquitectura popular                                                    | 41° 24′ 14″ N, 2° 05′ 11″ E / 41.403778°N,2.086444°E                                        | bé cultural d'interès local | Can Marlès                              | Modifica les dades a Wikidata |
|        | Can Mata                 | Sant Just Desvern | masia        | Estil: arquitectura popular 16th century                                       | 41° 23′ 12″ N, 2° 04′ 34″ E / 41.386608°N,2.076225°E ca:C. Bonavista, 120                   | bé cultural d'interès local | Can Mata (Sant Just Desvern)            | Modifica les dades a Wikidata |
|        | Can Modolell             | Sant Just Desvern | masia        | Estil: arquitectura popular                                                    | 41° 22′ 41″ N, 2° 04′ 35″ E / 41.378167°N,2.076306°E ca:Rambla Modolell, 3                  | bé cultural d'interès local | Can Modolell                            | Modifica les dades a Wikidata |
|        | Can Mèlic                | Sant Just Desvern | masia        | Estil: arquitectura popular 16th century                                       | 41° 23′ 23″ N, 2° 04′ 22″ E / 41.38986°N,2.072688°E ca:C. de l'Onze de Setembre 104 msnm    | bé cultural d'interès local | Can Mèlic                               | Modifica les dades a Wikidata |
|        | Can Padrosa              | Sant Just Desvern | masia        | Estil: arquitectura popular                                                    | 41° 23′ 37″ N, 2° 04′ 39″ E / 41.393611°N,2.0775°E ca:Riera de Sant Just                    | bé cultural d'interès local | Can Padrosa                             | Modifica les dades a Wikidata |
|        | Can Roig                 | Sant Just Desvern | masia        |                                                                                | 41° 23′ 11″ N, 2° 03′ 55″ E / 41.386327810844°N,2.06531622533172°E                          |                             | Can Roig (Sant Just Desvern)            | Modifica les dades a Wikidata |
|        | Can Rístol               | Sant Just Desvern | masia        |                                                                                | 41° 23′ 43″ N, 2° 04′ 23″ E / 41.39529032309705°N,2.072977423667908°E                       |                             |                                         | Modifica les dades a Wikidata |
|        | Can Sagrera              | Sant Just Desvern | masia        | Estil: arquitectura popular                                                    | 41° 23′ 11″ N, 2° 04′ 21″ E / 41.38644444°N,2.07241667°E ca:Pg. Can Sagrera, 2              | bé cultural d'interès local | Can Sagrera                             | Modifica les dades a Wikidata |
|        | Can Serra                | Sant Just Desvern | masia        |                                                                                | 41° 24′ 10″ N, 2° 05′ 03″ E / 41.4028739941657°N,2.0842922632501°E                          |                             |                                         | Modifica les dades a Wikidata |
|        | Can Solanes              | Sant Just Desvern | masia        | Estil: arquitectura popular                                                    | 41° 23′ 44″ N, 2° 04′ 21″ E / 41.395417°N,2.0725°E ca:Carrer de les Alzines                 | bé cultural d'interès local | Can Solanes                             | Modifica les dades a Wikidata |
|        | Can Vilar de la Muntanya | Sant Just Desvern | masia        | Estil: arquitectura popular                                                    | 41° 23′ 53″ N, 2° 05′ 04″ E / 41.398056°N,2.084444°E ca:Camí de Vallvidrera                 | bé cultural d'interès local | Can Vilar de la Muntanya                | Modifica les dades a Wikidata |
|        | Can Vilaret              | Sant Just Desvern | masia        | Estat: enderrocat o destruït                                                   | 41° 23′ 03″ N, 2° 04′ 17″ E / 41.3842775326452°N,2.07130162885467°E                         |                             |                                         | Modifica les dades a Wikidata |
|        | Cases Oliveres           | Sant Just Desvern | masia        |                                                                                | 41° 22′ 58″ N, 2° 04′ 39″ E / 41.3827319719148°N,2.0773632387466°E                          |                             |                                         | Modifica les dades a Wikidata |
|        | Granja Carbonell         | Sant Just Desvern | masia        | Estil: arquitectura eclèctica                                                  | 41° 23′ 02″ N, 2° 04′ 37″ E / 41.3838362185951°N,2.07690511475639°E ca:Carrer Bonavista, 85 |                             |                                         | Modifica les dades a Wikidata |
|        | Torre de la Immaculada   | Sant Just Desvern | masia        | Estil: noucentisme                                                             | 41° 23′ 03″ N, 2° 04′ 25″ E / 41.384278°N,2.073528°E                                        | bé cultural d'interès local | Torre de la Immaculada                  | Modifica les dades a Wikidata |

## monument
| imatge | Nom                        | Ubicat a          | instància de | Detalls | coordenades                                                                                              | Protecció | Commons (més fotos) | Dades a WD                    |
| ------ | -------------------------- | ----------------- | ------------ | ------- | --- | --------- | ------------------- | ----------------------------- |
|        | Escultura Chloe            | Sant Just Desvern | monument     |         | 41° 22′ 52″ N, 2° 04′ 31″ E / 41.38102722167969°N,2.0752720832824707°E ca:Parc de la Rambla de Sant Just |           |                     | Modifica les dades a Wikidata |
|        | Escultura Estrès           | Sant Just Desvern | monument     |         | 41° 22′ 55″ N, 2° 04′ 09″ E / 41.381927490234375°N,2.0691781044006348°E ca:Plaça Camoapa                 |           |                     | Modifica les dades a Wikidata |
|        | Escultures Jardí de somnis | Sant Just Desvern | monument     |         | 41° 23′ 07″ N, 2° 04′ 42″ E / 41.38533401489258°N,2.078425884246826°E ca:Jardins de Can Freixes          |           |                     | Modifica les dades a Wikidata |

## muntanya
| imatge | Nom                   | Ubicat a                                                                                  | instància de | Detalls | coordenades                                                           | Protecció | Commons (més fotos)          | Dades a WD                    |
| ------ | --------------------- | ----------------------------------------------------------------------------------------- | ------------ | ------- | --------------------------------------------------------------------- | --------- | ---------------------------- | ----------------------------- |
|        | Penya del Moro        | Sant Just Desvern Sant Feliu de Llobregat                                                 | muntanya     |         | 41° 23′ 49″ N, 2° 04′ 08″ E / 41.396834°N,2.068811°E 275 msnm         |           | Penya del Moro               | Modifica les dades a Wikidata |
|        | Puig d'Ossa           | Barcelona Sant Just Desvern Esplugues de Llobregat Pedralbes                              | muntanya     |         | 41° 23′ 37″ N, 2° 05′ 52″ E / 41.3936585908°N,2.0978784699°E 389 msnm |           | Mountain of Sant Pere Màrtir | Modifica les dades a Wikidata |
|        | Turó d'en Corts       | Sant Just Desvern                                                                         | muntanya     |         | 41° 24′ 19″ N, 2° 06′ 06″ E / 41.4052°N,2.10178°E 390.2 msnm          |           |                              | Modifica les dades a Wikidata |
|        | Turó d'en Merlès      | Sant Just Desvern                                                                         | muntanya     |         | 41° 24′ 34″ N, 2° 05′ 03″ E / 41.40934167°N,2.08408°E 416.7 msnm      |           |                              | Modifica les dades a Wikidata |
|        | Turó de la Coscollera | Sant Feliu de Llobregat Sant Just Desvern Barcelona Vallvidrera, el Tibidabo i les Planes | muntanya     |         | 41° 24′ 10″ N, 2° 04′ 40″ E / 41.4029°N,2.0778°E 360 msnm             |           | Turó de la Coscollera        | Modifica les dades a Wikidata |

## nucli de població
| imatge | Nom         | Ubicat a          | instància de      | Detalls | coordenades                                                       | Protecció | Commons (més fotos) | Dades a WD                    |
| ------ | ----------- | ----------------- | ----------------- | ------- | ----------------------------------------------------------------- | --------- | ------------------- | ----------------------------- |
|        | Bell Soleig | Sant Just Desvern | nucli de població |         | 41° 23′ 48″ N, 2° 04′ 40″ E / 41.396634988314°N,2.0777943449513°E |           |                     | Modifica les dades a Wikidata |
|        | la Miranda  | Sant Just Desvern | nucli de població |         | 41° 23′ 22″ N, 2° 04′ 45″ E / 41.389439474339°N,2.0790921203481°E |           |                     | Modifica les dades a Wikidata |

## obra escultòrica
| imatge | Nom               | Ubicat a          | instància de              | Detalls    | coordenades                                                                                          | Protecció | Commons (més fotos) | Dades a WD                    |
| ------ | ----------------- | ----------------- | ------------------------- | ---------- | --- | --------- | ------------------- | ----------------------------- |
|        | Abraçada          | Sant Just Desvern | obra escultòrica          | 2021-11-01 | 41° 22′ 52″ N, 2° 03′ 59″ E / 41.381119567265635°N,2.06644356250763°E cementiri de Sant Just Desvern |           |                     | Modifica les dades a Wikidata |
|        | Escultura Arbreda | Sant Just Desvern | obra escultòrica monument |            | 41° 22′ 48″ N, 2° 04′ 01″ E / 41.37996673583984°N,2.066848039627075°E ca:Walden 7                    |           |                     | Modifica les dades a Wikidata |

## parada de tramvia
| imatge | Nom                            | Ubicat a          | instància de              | Detalls                | coordenades                                                       | Protecció | Commons (més fotos) | Dades a WD                    |
| ------ | ------------------------------ | ----------------- | ------------------------- | ---------------------- | ----------------------------------------------------------------- | --------- | ------------------- | ----------------------------- |
|        | Estació de Rambla de Sant Just | Sant Just Desvern | parada de tramvia edifici |                        | 41° 22′ 44″ N, 2° 04′ 30″ E / 41.378844444444°N,2.0750361111111°E |           |                     | Modifica les dades a Wikidata |
|        | Estació de Torreblanca         | Sant Just Desvern | parada de tramvia edifici |                        | 41° 22′ 47″ N, 2° 03′ 39″ E / 41.379766666667°N,2.0608166666667°E |           |                     | Modifica les dades a Wikidata |
|        | Estació de Walden              | Sant Just Desvern | parada de tramvia         | Anomenat per: Walden 7 | 41° 22′ 47″ N, 2° 04′ 01″ E / 41.379711111111°N,2.0668611111111°E |           |                     | Modifica les dades a Wikidata |

## parc
| imatge | Nom                    | Ubicat a          | instància de | Detalls                       | coordenades                                                                  | Protecció                   | Commons (més fotos)    | Dades a WD                    |
| ------ | ---------------------- | ----------------- | ------------ | ----------------------------- | ---------------------------------------------------------------------------- | --------------------------- | ---------------------- | ----------------------------- |
|        | Parc de la Torreblanca | Sant Just Desvern | parc         | Estil: arquitectura eclèctica | 41° 22′ 42″ N, 2° 03′ 19″ E / 41.378333°N,2.055278°E ca:Carretera Reial, 167 | bé cultural d'interès local | Parc de la Torreblanca | Modifica les dades a Wikidata |
|        | parc del Mil·lenari    | Sant Just Desvern | parc         |                               | 41° 23′ 04″ N, 2° 04′ 44″ E / 41.38447°N,2.07901°E                           |                             | Parc del Mil·lenari    | Modifica les dades a Wikidata |

## Misc
| imatge | Nom                                | Ubicat a | instància de                                                                   | Detalls                                                                                             | coordenades                                                                    | Protecció                                  | Commons (més fotos)                                  | Dades a WD                    |
| ------ | ---------------------------------- | --- | ------------------------------------------------------------------------------ | --------------------------------------------------------------------------------------------------- | ------------------------------------------------------------------------------ | ------------------------------------------ | ---------------------------------------------------- | ----------------------------- |
|        | Molí fariner (Sant Just Desvern)   | Sant Just Desvern | molí d'aigua                                                                   | Estil: arquitectura popular                                                                         | 41° 23′ 31″ N, 2° 04′ 37″ E / 41.39194444°N,2.07694444°E ca:Riera de Sant Just | bé integrant del patrimoni cultural català | Molí fariner (Sant Just Desvern)                     | Modifica les dades a Wikidata |
|        | Parc natural de Collserola         | Barcelona Sant Cugat del Vallès Cerdanyola del Vallès Molins de Rei el Papiol Sant Feliu de Llobregat Sant Just Desvern | àrea protegida parc natural                                                    | 2010 2010-10-19 Superfície: 8259 7689.37879ha                                                       | 41° 25′ 28″ N, 2° 06′ 32″ E / 41.424444°N,2.108889°E Collserola                |                                            | Collserola Natural Park                              | Modifica les dades a Wikidata |
|        | Polígon industrial del Sud-oest    | Sant Just Desvern | polígon industrial                                                             | | 41° 22′ 59″ N, 2° 03′ 48″ E / 41.3830057232829°N,2.06330673472602°E            |                                            |                                                      | Modifica les dades a Wikidata |
|        | Sant Just Desvern                  | Sant Just Desvern | entitat singular de població capital municipal ens local històric de Catalunya | 20815 hab                                                                                           | 41° 23′ 02″ N, 2° 04′ 03″ E / 41.38389°N,2.06758°E 109 msnm                    |                                            |                                                      | Modifica les dades a Wikidata |
|        | Walden 7                           | Sant Just Desvern | bloc de pisos Ús: edifici residencial                                          | Arquitecte: Ricard Bofill i Leví Anna Bofill i Levi 1972 Anomenat per: Walden, o la vida als boscos | 41° 22′ 49″ N, 2° 04′ 04″ E / 41.3803°N,2.06771°E ca:Crtra. Reial, 106         | bé cultural d'interès local                | Walden 7                                             | Modifica les dades a Wikidata |
|        | ajuntament de Sant Just Desvern    | Sant Just Desvern | casa consistorial                                                              | Arquitecte: Josep Alemany i Juvé Estil: arquitectura popular                                        | 41° 23′ 09″ N, 2° 04′ 32″ E / 41.385944°N,2.075556°E ca:Plaça Verdaguer, 2     | bé integrant del patrimoni cultural català | Ajuntament de Sant Just Desvern                      | Modifica les dades a Wikidata |
|        | cementiri de Sant Just Desvern     | Sant Just Desvern | cementiri                                                                      | | 41° 22′ 53″ N, 2° 03′ 58″ E / 41.38139729706408°N,2.0660573244094853°E         |                                            |                                                      | Modifica les dades a Wikidata |
|        | conjunt urbà de la plaça Verdaguer | Sant Just Desvern | plaça                                                                          | | 41° 23′ 08″ N, 2° 04′ 32″ E / 41.385685°N,2.075508°E                           | bé cultural d'interès local                | Plaça Verdaguer (Sant Just Desvern)                  | Modifica les dades a Wikidata |
|        | església dels Sants Just i Pastor  | Sant Just Desvern | església                                                                       | Estil: arquitectura del Renaixement arquitectura gòtica                                             | 41° 23′ 10″ N, 2° 04′ 33″ E / 41.3861°N,2.07583°E ca:Plaça de l'Església       | bé cultural d'interès local                | Església dels Sants Just i Pastor, Sant Just Desvern | Modifica les dades a Wikidata |
|        | granja de Can Mallol               | Sant Just Desvern | granja                                                                         | | 41° 23′ 14″ N, 2° 03′ 35″ E / 41.3872185848371°N,2.05967009173826°E            |                                            |                                                      | Modifica les dades a Wikidata |
|        | mirador del Turó d'en Cors         | Sant Just Desvern | indret                                                                         | | 41° 24′ 25″ N, 2° 06′ 03″ E / 41.4070488548577°N,2.10083982505408°E            |                                            |                                                      | Modifica les dades a Wikidata |
|        | poblat ibèric de la Penya del Moro | Sant Feliu de Llobregat Sant Just Desvern                                                                               | jaciment arqueològic                                                           | | 41° 23′ 48″ N, 2° 04′ 08″ E / 41.3968°N,2.06883°E Penya del Moro               |                                            | Penya del Moro                                       | Modifica les dades a Wikidata |